# Wybrzeże Gdańsk (boks)
Wybrzeże Gdańsk – sekcja bokserska klubu GKS Wybrzeże Gdańsk, działająca w latach 1945–1990.
Klub Wybrzeże Gdańsk powstał w 1945 jako Milicyjny Klub Sportowy. W latach 1947–1949 nosił nazwę Milicyjny Klub Sportowy Pogoń Gdańsk, od 1949 do 1957 – Gwardia Gdańsk, a od 1957 – Wybrzeże.
Bokserzy Wybrzeża startowali z powodzeniem w drużynowych mistrzostwach Polski w boksie. Zdobyli wicemistrzostwo w sezonach 1947/48, 1949/50, 1952/53, 1956/57, 1963/1964 i 1974 oraz trzecie miejsce w latach 1960/61, 1961/62, 1970 i 1975.
Czołowymi zawodnikami klubu byli medaliści olimpijscy Aleksy Antkiewicz (srebrny medal w 1952) i Hubert Skrzypczak (brąz w 1968), mistrzowie Europy Zenon Stefaniuk (1953 i 1955) i Skrzypczak (1967), medaliści mistrzostw Europy Bogdan Węgrzyniak (srebro w 1953), Antkiewicz (brąz w 1953), Henryk Dampc (srebro w 1959} i Skrzypczak (srebro w 1965), a także Piotr Bobrowski, Józef Drucis, Jan Fabich, Henryk Grajewski, Edmund Hebel, Marian Klass, Józef Knut, Jerzy Krawczyk, Jarosław Kulesza, Teofil Polleks i Zbigniew Zakrzewski.